# Finština
Finština (zast. čuchonština) je státní jazyk Finska, kde s ní hovoří přibližně 5 milionů mluvčích. Ve světě, zejména ve Švédsku a ruské části Karélie, pak finsky mluví další milion lidí. Tento ugrofinský, konkrétně baltofinský jazyk, si i přes dlouhé soužití s indoevropskými jazyky zachoval mnohé své charakteristické rysy. Vliv germánských jazyků je zřetelný například na systému slovesných časů (obohacení o perifrasticky tvořené tvary časů předpřítomného, předminulého a málo užívaného budoucího) nebo preferování vedlejších vět před konstrukcemi s nominálními tvary sloves.
První psané finské texty se objevily v 16. století. První knihu vydal Mikael Agricola roku 1548, a to překlad Nového zákona.
Až do roku 1863 byla úředním jazykem na finském území švédština. Po přechodu Finska pod vládu Ruska roku 1809 se ruští vládci snažili oslabit vazby na Švédsko i podporou finštiny. Od roku 1863 se mohl jazyk používat při styku s úřady. Od roku 1883 pak byla finština doporučena k používání na úřadech a při vydávání dokumentů. Od roku 1893 je finština ve Finsku zcela rovnoprávná se švédštinou.

## Jazykové variety a vztah k jiným jazykům
Ve finštině je velký rozdíl mezi mluveným a psaným jazykem. Vykání se použije jen při velmi zdvořilé konverzaci nebo projevu. Mnoho slov je v hovorové finštině odlišných. Například „já jsem“ – minä olen se zkracuje na mä oon, nebo „máš?“ – onko sinulla? na onks sulla?
Ve finštině jsou též stále aktivní nářečí, hlavní dvě větve jsou východní a západní.
Kromě severogermánských jazyků, a to zejména švédštiny, měly vliv na finskou slovní zásobu jazyky baltské, hansovní němčina, ruština a dnes především angličtina.

## Tvorba slov, jazykový typ, rysy flekční morfologie a výpůjčky

### Skládání slov
Finština je převážně aglutinačního typu. To znamená, že tvaroslovné přípony se na slova „nalepují“, takže se tvoří tvarově různorodá slova, v nichž jednotlivé morfy nesou v ideálním případě jeden význam.
Příklady:
- vo/isi/mme/ko/han — „mohli bychom?“ Kmen slova je v tomto případě změněný z voi na vo, přípona -isi značí podmiňovací způsob, -mme 1. osobu množného čísla, -ko ano-ne otázku a přípona -han má několik významů, zde vyjadřuje potvrzení, asi „přece“ nebo „že“.
- talo/ssa/ni/kin/ko — „také v mém domě?“ Kmen slova je talo („dům“), přípona -ssa znamená „v“, -ni je posesivní přípona „můj“, příklonka -kin značí „také“ a -ko ano-ne otázku.

Kromě toho jsou ve finštině běžné složeniny podobně jako v němčině. Výsledná slova tedy mohou být opravdu dlouhá.
Příklad:
- kolmivaihekilowattituntimittari — „třífázový kilowatthodinametr“

### Výpůjčky z jiných jazyků
Nejstarší vrstvu výpůjček tvoří původem staroíránská slova a výpůjčky z baltských jazyků. Mnoho slov je vypůjčeno ze švédštiny a to jak z historické doby, tak z doby poměrně nedávné. Mnoho slov bylo zejména v 19. století, kdy Finsko patřilo carskému Rusku, ale na východě i dříve, přijato také z ruštiny. Od poloviny 20. století se pod vlivem zejména americké kultury přejímají slova i z angličtiny. Můžeme tedy narazit na slovo tsekkaa, původně anglické to check. Podobně jako jiné jazyky, i finština přijímá mezinárodní slova z mnoha různých, i exotických jazyků. Příkladem je poměrně mnoho japonských slov nebo několik výpůjček z češtiny, například robotti nebo pistooli.
Ve finštině jsou již dnes patrné vlivy cizích jazyků i v intonaci. Finskou ano-ne otázku, původně na konci s klesající intonací, již mladá generace velmi ovlivněná angličtinou v některých regionech Finska vyslovuje se zřetelným zdvihajícím se přízvukem.

## Obecné rysy jazyka

### Abeceda
V původních finských slovech se používají souhlásky D, G, H, J, K, L, M, N, P, R, S, T a V (vyslovují se jako v češtině, jen S o něco více zasyčí, případně se trochu podobá českému Š a R má více kmitů) a samohlásky A, E, I, O, U, Y, Ä a Ö (A, E, I a U se opět vyslovují jako v češtině, Y je jako německé Ü, Ä je mezi A a E, Ö zhruba odpovídá jeho německému protějšku). Finská slova oplývají samohláskami. Ze švédštiny se navíc ještě přidalo Å, které se však používá jen v původních švédských jménech. Souhlásek moderní finština přijala více, hlavně B a F. Finská abeceda tak obsahuje všechna písmena anglické abecedy.
Zajímavostí je občasné používání hlásky Š, které však není zahrnuto do standardní finštiny, ačkoli se používá již asi sto let. Velmi zřídka se lze setkat i se Ž. Podle přijatých zvyklostí se názvy cizích míst mají psát s těmito písmeny nebo podle anglické ortografie jako sh a zh. Diakritický zápis těchto dvou souhlásek byl vypůjčen z češtiny.
Příklady:
- Tšekki nebo Tshekki — „Česko“
- Tšaikovski nebo Tshaikovski — „Čajkovskij“
- šakki nebo shakki — „šachy“
- Židlicky nebo Zhidlicky — „Židlický“

Pro mnoho Finů je ale nepřekonatelným problémem rozlišit mezi „C“, „Č“, „S“, „Š“, „Z“ a „Ž“ nebo dokonce mezi „B“ a „P“ či „F“ a „V“. Češi mají podobný problém při rozlišování finských samohlásek, zejména mezi A, Ä a E nebo i mezi U a Y.
V nářečích se velmi často vůbec neobjevuje D, možné je nahrazení souhláskou R.
Ve výslovnosti se ještě objevuje nosovka ŋ, ve kterou se občas mění N a G. Podobně se M občas mění na ɱ a H na ɦ.
Příklady:
- Lankoni tanssi vahingossa tangoa flamingon kanssa Hangossa. má výslovnost „Laŋkoni tanssi vahiŋŋossa taŋŋoa flamiŋŋoŋ kanssa Haŋŋossa.“ („Můj švagr náhodou tancoval tango s plameňákem v Hanku.“)
- magneetin kanssa má výslovnost „maŋneetiŋ kanssa“ („s magnetem“)

### Zdvojené hlásky
Finská výslovnost se velmi podobá české, ovšem zcela běžné jsou zde zdvojené hlásky. Zdvojená samohláska se pouze jednoduše prodlužuje (např. finská zdvojená hláska aa se vysloví jako v české „á“).
Finština však zná i dvojhlásky ze souhlásek, tzn. gemináty - např. jako v italštině -, které se také vyslovují dlouze (jako jedna dlouhá souhláska). Obyčejně se výslovnost nebo zdvojené souhlásky popisuje jako krátké zadržení při mluvení. Uprostřed zdvojených souhlásek se nalézají švy slabik, takže je možné jejich výslovnost popsat jako náznak slabikování. Pro nerodilého mluvčího je mnohdy těžké takovou souhlásku poznat, přestože zcela mění význam slova. Možné zdvojené souhlásky jsou kk, ll, mm, nn, pp, rr, ss a tt.
Příklady:
- palo — „požár“
- pallo — „míč“
- tapaa — „potkává“
- tappaa — „zabíjí“

Ve vzácných případech se můžeme ve finštině setkat i s trojitými samohláskami. V tom případě se vyslovuje první dvojice odděleně od třetí samohlásky.
Příklad:
- vaa'an — genitiv od slova vaaka („váha“)

### Dvojhlásky
Finština má na rozdíl od češtiny mnoho dvojhlásek: ai, ei, oi, ui, yi, äi, öi, au, ou, eu, iu, äy, öy, ey, iy, ie, yö, uo.
Příklady:
- sauna — „sauna“
- äiti — „máma“

### Samohlásková harmonie

Samohlásková harmonie

Ve finštině se v jednom slovu smějí současně objevit jenom samohlásky zadní a, o, u nebo přední ä, ö, y. Samohlásky e, i jsou neutrální a mohou se tedy vyskytovat v jakémkoliv slově. Pokud se ke slovu, které obsahuje pouze neutrální samohlásky, přidává přípona, která existuje jak v přední, tak v zadní variantě, přednost má přední.
Když je slovo složené z různých kratších slov, samohlásková harmonie se uplatní pro každou jeho část zvlášť. Může tedy obsahovat přední i zadní samohlásky najednou.
Samohláskovou harmonii můžeme najít i v jiných jazycích, například turečtině, kde je však v poněkud odlišné formě.

### Změny kmenových souhlásek
Třebaže pádové přípony jsou ve finštině téměř vždy stejné pro jakékoli slovo, ke změnám dochází ve skupině souhlásek před nimi. Změna kmenové souhlásky probíhá mezi souhláskami silného a slabého stupně. Změny jsou poměrně pravidelné, takže i přes jejich větší množství a fakt, že se stupeň mění oběma směry, jsou poměrně lehce zvládnutelné.
Příklady:
- silta → sillalla (lt - ll) — „most“ → „na mostě“
- ikä → iässä (k - mizí) — „věk“ → „ve věku“
- tahtoa → tahdon (t - d) — „chtít“ → „chci“

### Intonace a přízvuk
Intonace věty je většinou klesající, a to i v případě některých, takzvaných ano-ne otázek.
Přízvuk je vždy na první slabice slova, podobně jako v češtině. Slabý přízvuk lze vypozorovat také na třetí slabice.

### Ano-ne otázka
Finština má zvláštní interogativní příponu -ko a její přední variantu -kö, kterou přikládá ke slovům, na které se ptá otázka, na niž je možno odpovědět „ano“, nebo „ne“. Koncovka se nepřikládá v jiných otázkách. Ano-ne otázka má klesající intonaci podobně jako oznamovací věta. Ve finštině nejsou ani jiné tázací věty odlišeny intonačně.
Příklad:
- Onko hän kotona? — „Je doma?“
- Missä on kukka? — „Kde je kytka?“

Na otázku „Kde je kytka?“ nelze odpovědět ano/ne.

### Příklonky
Kromě příklonky -ko má finština mnoho dalších částicových přípon. Níže jsou speciálně zmíněny přivlastňovací přípony. Vedle nich se ve finštině můžeme setkat s příponou -kin odpovídající české částici „také“ nebo -kaan, která je překládána jako „ani“. Příklonka -han / -hän má několik různých významů, jeden z nich zhruba odpovídá české příklonce „-pak“ (té funkčně odpovídá i finská -pa / -pä), v jiném případě příklonka zdůrazňuje řečnickou otázku či sugestivitu.
Příklad:
- autokin — „i auto“
- minäkään — „ani já“
- Missähän? — „Kdepak?“
- Voinkohan? — „Mohu?“ (řečnická otázka)

## Nomina (jména)
Nomina jsou ve finštině podstatná jména, přídavná jména, zájmena a číslovky.

### Členy
Ve finštině se na rozdíl od ugrických jazyků nepoužívají u žádných nomen členy.

### Rody
Ve finštině se nerozlišují rody. Například z korespondence tedy nejde poznat, zda je pisatelem muž či žena. Dokonce i osobní zájmeno ve třetí osobě hän je společné pro „on“, „ona“ i „ono“, pokud jsou referenty osoby.

### Skloňování
Skloňování je společné pro všechna nomina. V některých publikacích se uvádí, že existuje pouze jeden společný vzor, jiné používají systém vzorů rozsáhlý zhruba stejně, jako má čeština. Jeden z nich sestává z následujících vzorů:[zdroj?]
1. maa („země“)
2. talo („dům“)
3. bussi („autobus“)
4. ovi („dveře“)
5. kieli („jazyk“)
6. käsi („ruka“)
7. huone („pokoj, místnost“)
8. nainen („žena“)
9. sairas („nemocný“)
10. salaisuus („tajemství“)
11. vastaus („odpověď“)
12. avain („klíč“)

Kromě těchto vzorů existuje ještě několik méně užívaných vzorů, například kaunis („krásný“), a několik desítek nepravidelných slov, třeba lapsi („dítě“) či veli („bratr“).

### Pády
Finština užívá celkem 14 pádů (někdy se uvádí 15). Systém pádů je značně odlišný od českého, jejich užití se proto někdy překládá velmi špatně. Každý pád navíc obvykle pokrývá několik funkcí. Finština rozlišuje vnější a vnitřní pády a některé pády se také mohou vázat ke konkrétním slovesům. 
| Pád        | Běžná přípona | Příklad užití    | Příklad    | Překlad příkladu           |
| ---------- | ------------- | ---------------- | ---------- | -------------------------- |
| nominativ  |               | -                | talo       | dům                        |
| genitiv    | -n            | (koho, čeho)     | talon      | domu                       |
| essiv      | -na           | jako             | talona     | jako dům                   |
| partitiv   | -(t)a         | -                | taloa      | dům (jako neurčitý objekt) |
| translativ | -ksi          | do (role něčeho) | taloksi    | do (role) domu             |
| inessiv    | -ssa          | v                | talossa    | v domě                     |
| elativ     | -sta          | z (zevnitř)      | talosta    | z domu                     |
| illativ    | -Vn           | do               | taloon     | do domu                    |
| adessiv    | -lla          | na, u, při       | terassilla | na terase                  |
| ablativ    | -lta          | z                | terassilta | z terasy                   |
| allativ    | -lle          | do, na           | terassille | na terasu                  |
| abessiv    | -tta          | bez              | talotta    | bez domu                   |
| komitativ  | -ne           | společně (s)     | taloineen  | s domem                    |
| instruktiv | -in           | s (pomocí čeho)  | taloin     | s domem                    |

Jako 15. pád se někdy uvádí akuzativ, který je ale morfematicky homonymní – vyjma osobních zájmen – s genitivem.
Tam, kde je to možné, existuje jak zadní, tak přední varianta pádové přípony, například alomorfy -ssa a -ssä.
Pro běžný objekt ve větě se podle situace používá nominativu, genitivu, akuzativu a partitivu. Zvláštní skupinu lokálních pádů tvoří šestice inessiv, elativ, illativ, adessiv, ablativ a allativ. Tři z nich (adessiv, ablativ a allativ) jsou vnější, které se používají pro otevřené prostory a povrch entit. Ostatní tři jsou vnitřní. Ty se používají pro uzavřená místa.
Komitativ a instruktiv mají až na výjimky pouze tvary množného čísla, které se používají i pro jednotné číslo. Komitativ se používá často s posesivní příponou.
Inessiv, elativ, illativ, adessiv a abessiv se mohou spojovat i se slovesy například v podobě takzvaného třetího infinitivu. Pádové přípony je možno vysledovat i v postpozicích.
Příklad:
- Minä tulen syömästä — „Jdu z jídla (jedení).“

Ve finštině se dají nalézt i zbytky prauralského lokativu, například ve slově ulkona („venku“). Podobně se někdy považuje za podobný zbytek dalšího pádu lativní koncovka slova ulos („ven“). Obě slova jsou dnes příslovce. Dalším pádem, který je ve finštině jen v náznacích je prolativ, kterým vyjadřujeme české předložky „skrze“, „pomocí“ nebo „přes“, nebo jen český instrumentál. Ve finštině má koncovku -tse a najdeme ho jen v některých ustálených spojeních jako postitse — „poštou“ nebo puhelimitse — „telefonem“. Podobně jako komitativ a instruktiv i zbytky prolativu jsou většinou jen v množném číslem. Výjimkou jsou slova končící na -i.
Použití pádů není omezeno jen na příklady uvedené v tabulce. Některá slovesa mají valenci například s illativem, jiné s inessivem nebo elativem, přičemž se ve všech případech prakticky jedná o (nepřímý) objekt. Dále se některé pády používají v ustálených spojeních, například adessiv může někdy odpovídat českému instrumentálu.
Příklady:
- Minä rakastun saunaan. — „Zamilovávám se do sauny.“
- Minä käyn saunassa. — „Navštěvuji saunu.“
- Minä pidän saunasta. — „Mám rád saunu.“
- Minä kirjoitan kynällä. — „Píši tužkou.“

V některých starších zdrojích se některé pády jmenují jinak, případně došlo k jejich upřesnění.
- indefinitiv = partitiv
- objektiv = akuzativ
- mutativ = translativ
- prosekutiv = prolativ

### Přivlastňovací přípony
Finština nemá přivlastňovací zájmena, místo nich využívá genitivu osobních zájmen. V psané finštině je navíc ještě přivlastňovaný předmět doplněn zvláštní příponou vyjadřující vlastnictví. Taková přípona se může samozřejmě přidávat za pádové přípony. V některých případech se zájmena mohou, či přímo musejí, zcela vypouštět.
Příklady:
- minun autoni — „moje auto“
- vaimosi — „tvá manželka“
- hänen talostansa/hänen talostaan — „z jeho (jejího) domu“

Finština nemá ani kongruentní přivlastňovací přídavná jména. Také místo nich využívá genetivu.
Příklad:
- isän auto — „otcovo auto“

## Slovesa

### Ohýbání sloves
Podobně jako můžeme najít vzory u ohýbání substantiv, můžeme je najít i u ohýbání sloves. Jejich systém se v publikacích liší. Jeden z nich je zde:
- 1. třída saa/da („dostat“)
- 2. třída puhu/a („mluvit“)
- 3. třída má dvě podtřídy
  - podtřída 3a) má tři vzory
    - vzor tul/la („přijít“)
    - vzor sur/ra („smutnit“)
    - vzor pan/na („položit“)

  - podtřída 3b)nous/ta („postavit se“)
- 4. třída má tři podtřídy
  - podtřída 4a) halu/ta („chtít“)
  - podtřída 4b) tarvi/ta („potřebovat“)
  - podtřída 4c) vanhe/ta („stárnout“)

Kromě těchto tříd je možno se setkat i s několika nepravidelnými slovesy, třeba nähdä („vidět“) nebo olla („být“)

### Časy
Finština má čtyři slovesné časy
- předminulý (plusquamperfektum) – vytváří se pomocí slovesné spony v minulém čase a činného příčestí minulého času.
- minulý (imperfektum, které je ale vlastně préteritem)
- předpřítomný (perfektum) – vytváří se pomocí slovesné spony v přítomném čase a činného příčestí minulého času.
- přítomný (prézens) či neminulý (vyjadřuje i budoucnost)

Finština nemá budoucí čas, pro jeho vyjádření se užije kontextu nebo temporálních příslovečných určení. Pomocí pádových koncovek přidávaných k odvozeninám ze sloves a k infinitivům se dá vyjádřit i průběhovost děje.
Příklady:
- Minä olin mennyt. — „Šel jsem (před tím, než se něco stalo).“
- Minä menin. — „Šel jsem.“
- Minä olen mennyt. — „Šel jsem (před chvílí).“
- Minä menen. — „Jdu.“
- Minä aion mennä. — „Půjdu.“ („Plánuju jít.“)
- Minä olen menossa. — „Jdu (právě teď).“ („Jsem v chození.“)

Záporné věty se vytvářejí pomocí záporového slovesa.

### Záporové sloveso
Česká záporka u sloves „ne-“ se vyjadřuje pomocí zvláštního záporového slovesa, které se pojí s významovým slovesem v participiálním tvaru.
Příklady:
- Minä en puhu. — „Nemluvím.“
- Hän ei puhu. — „Nemluví.“
- Etkö sinä puhu? — „Nemluvíš?“
- Minä puhun. — „Mluvím.“

Záporné věty v minulých časech se vytvářejí pomocí záporného slovesa, slovesné spony a činného minulého příčestí. Slovesná spona je buď tvořena z přítomného času slovesa „být“, nebo také činným minulým příčestím tohoto slovesa.
Příklady:
- Minä en mene. — „Nejdu.“
- Minä en mennyt. — „Nešel jsem.“
- Minä en ole mennyt. — „Nešel jsem (před chvílí).“
- Minä en ollut mennyt. — „Nešel jsem (před tím, než se něco stalo).“
- Minä en ollut ollut.  — „Nebyl jsem (před tím, než se něco stalo).“

### Slovesné způsoby
Finština používá slovesa ve čtyřech slovesných způsobech
- oznamovací (indikativ)
- rozkazovací (imperativ)
- podmiňovací (kondicionál)
- potenciál

První tři jsou prakticky stejné jako v češtině. Potenciálem se vyjadřuje možnost nebo pravděpodobnost. Používá se jen zřídka.
Někdy se za pátý způsob považuje eventiv, který je kombinací podmiňovacího způsobu a potenciálu. Používal se ve staré literatuře a je možné ho nalézt třeba v historickém eposu Kalevala.
Příklady:
- Sinä puhut. — „Mluvíš.“
- Puhu! — „Mluv!“
- Älä puhu! — „Nemluv!“
- Puhukaa! — „Mluvte!“
- Älkää puhuko! — „Nemluvte!“
- Puhuisit. — „Mluvil bys.“
- Olisit puhunut. — „Mluvil bys.“ (minulý čas)
- Puhuttaisiin. — „Mluvilo by se.“ (podmiňovací způsob trpného rodu)

### Slovesný rod
Finština má jak činný (aktivní), tak trpný (pasivní) slovesný rod. Trpný rod se využívá mnohem více než v češtině. V hovorové finštině se tvary trpného rodu někdy přenášejí i do činného rodu. Trpný rod se vytváří z kořene infinitivu přidáním koncovky -Kaan (K představuje souhlásku) v případě přítomného času a koncovek -tiin nebo -ttiin v případě minulého času. Samozřejmostí je například existence zvláštního tvaru pro podmiňovací způsob trpného rodu.

#### Přítomný čas trpného rodu
Přítomný čas trpného rodu se tvoří tak, že se k slabému samohláskovému nebo souhláskovému (pokud jej sloveso má) kmenu připojí přípona -taan/-tään. Pokud kmen slovesa končí na samohlásku -a/-ä, dochází k změně na -e. Slovesa, jejichž infinitiv končí na -da/-dä, mají příponu daan/dään. Slovesa, která mají infinitivní koncovku -la/-lä, -na/-nä nebo -ra/-rä, mají příponu pasivu -laan/-lään, -naan/-nään nebo -raan/-rään. Verba kontrakta, která mají v infinitivu koncovku -ta, připojují v pasivu pouze příponu -an/-än přímo k infinitivu. Záporný tvar pasivu se utvoří z kladného pasivu odtržením koncového -an/-än a přidáním záporného slovesa ei. Tudíž jsou tvary některých sloves shodné s tvary infinitivu.
| infinitiv                                   | kmen                | kladné pasivum      | záporné pasivum     |
| přípona -taan/-tään                         | přípona -taan/-tään | přípona -taan/-tään | přípona -taan/-tään |
| ------------------------------------------- | ------------------- | ------------------- | ------------------- |
| antaa - dát                                 | anne-               | annetaan            | ei anneta           |
| nukkua - spát                               | nuku-               | nukutaan            | ei nukuta           |
| lukea - číst                                | lue-                | luetaan             | ei lueta            |
| nousta - vstávat                            | nous-               | noustaan            | ei nousta           |
| přípona -daan/-dään                         |                     |                     |                     |
| jouda - pít                                 | jou-                | joudaan             | ei jouda            |
| tehdä - dělat                               | teh-                | tehdään             | ei tehdä            |
| přípona -laan/-lään -naan/-nään -raan/-rään |                     |                     |                     |
| olla - být                                  | ol-                 | ollaan              | ei olla             |
| mennä - jít                                 | men-                | mennään             | ei mennä            |
| purra - kousat                              | pur-                | purraan             | ei purra            |
| verba kontrakta - přípona -an/-än           |                     |                     |                     |
| haluta - chtít                              |                     | halutaan            | ei haluta           |
| tarvita - potřebovat                        |                     | tarvitaan           | ei tarvita          |

#### Minulý čas trpného rodu
Minulé pasivum se tvoří obdobně jako pasivum přítomného času. Koncovka se připojuje k samohláskovému nebo souhláskovému (pokud jej sloveso má) kmenu. Pokud se připojuje k samohláskovému kmenu s krátkou samohláskou na konci, je přípona -ttiin. V ostatních případech je přípona -tiin. Stejně jako v případě přítomného pasiva dochází ke změně samohlásky -a/-ä na konci kmenu na -e. Záporný tvar minulého pasivu dostaneme odtržením -iin od kladného minulého pasiva a přidáním koncovky -u/-y. Přípony záporného minulého pasiva jsou tedy -ttu/-tty a -tu/-ty. Tento tvar je shodný s tvarem minulého pasivního participia. Verba kontrakta se na rozdíl od přítomného pasiva tvoří tak, že k souhláskovému kmeni připojíme koncovku tiin/tiin.
| infinitiv                       | kmen           | kladné pasivum | záporné pasivum |
| přípona -ttiin                  | přípona -ttiin | přípona -ttiin | přípona -ttiin  |
| ------------------------------- | -------------- | -------------- | --------------- |
| antaa - dát                     | anne-          | annettiin      | ei annettu      |
| nukkua - spát                   | nuku-          | nukuttiin      | ei nukuttu      |
| lukea - číst                    | lue-           | luetaan        | ei luettu       |
| přípona -tiin                   |                |                |                 |
| nousta - vstávat                | nous-          | noustiin       | ei noustu       |
| jouda - pít                     | jou-           | joutiin        | ei joutu        |
| tehdä - dělat                   | teh-           | tehtiin        | ei tehty        |
| olla - být                      | ol-            | oltiin         | ei oltu         |
| mennä - jít                     | men-           | mentiin        | ei menty        |
| purra - kousat                  | pur-           | purtiin        | ei purtu        |
| verba kontrakta - přípona -tiin |                |                |                 |
| haluta - chtít                  | halut-         | haluttiin      | ei haluttu      |
| tarvita - potřebovat            | tarvit-        | tarvittiin     | ei tarvittu     |

#### Předpřítomný a předminulý čas trpného rodu
Tvoří se pomocným slovesem olla a tvarem minulého pasivního participia (přípony -ttu/-tty a -tu/-ty, viz minulý čas trpného rodu). Sloveso olla je v předpřítomném pasivu ve tvaru on/ei ole a v předminulém pasivu ve tvaru oli/ei ollut. Sloveso olla je jen v těchto tvarech, protože trpný rod má pouze jeden tvar.
Předpřítomný čas trpného rodu:
- on annettu - ei ole annettu
- on tehty - ei ole tehty
- on menty - ei ole menty

Předminulý čas trpného rodu:
- oli annettu - ei ollut annettu
- oli tehty - ei ollut tehty
- oli menty - ei ollut menty

### Posesivní konstrukce
Finština nemá sloveso „mít“, ale nahrazuje je, podobně jako ruština, opisem, který se asi nejlépe dá vyjádřit jako „u někoho je něco“ nebo také „na někom je něco“.
Příklad:
- Minulla on auto. — „Mám auto.“ („U mě je auto.“)

## Neohebné slovní druhy

### Příslovce
Příslovce se tvoří pomocí přípon z přídavných jmen podobným způsobem jako v jiných jazycích.

### Postpozice
Ačkoliv finština hojně využívá pádových přípon a má celkem mnoho předložek, využívají se i postpozice („záložky“), které stojí vždy za slovem, ke kterému patří. (Tyto postpozice se vyskytují v dalších více než 300 jazycích.) Pojí se většinou s genetivem nebo partitivem, ale je možno nalézt i jiné kombinace.
Příklady:
- talon edessä — „před domem“
- loppuun asti — „až do konce“

## Příklady

### Číslovky
| Finsky    | Česky |
| yksi      | jeden |
| kaksi     | dva   |
| kolme     | tři   |
| neljä     | čtyři |
| viisi     | pět   |
| kuusi     | šest  |
| seitsemän | sedm  |
| kahdeksan | osm   |
| yhdeksän  | devět |
| kymmenen  | deset |

## Vzorový text

### Všeobecná deklarace lidských práv
| finsky | Kaikki ihmiset syntyvät vapaina ja tasavertaisina arvoltaan ja oikeuksiltaan. Heille on annettu järki ja omatunto, ja heidän on toimittava toisiaan kohtaan veljeyden hengessä. |
| česky  | Všichni lidé se rodí svobodní a sobě rovní co do důstojnosti a práv. Jsou nadáni rozumem a svědomím a mají spolu jednat v duchu bratrství.                                      |